# San Mamed (Villarino de Conso)
San Mamed (llamada oficialmente San Mamede de Hedrada) es una parroquia y un lugar del municipio español de Villarino de Conso, en la provincia de Orense, Galicia.

## Toponimia
La parroquia también es conocida por los nombres de San Mamede y San Mamede de Edrada.

## Organización territorial
La parroquia está formada por dos entidades de población:
- Edrada (Hedrada)
- San Mamed  (San Mamede)(San Mamede de Edrada)(San Mamede de Hedrada)

## Demografía

### Parroquia
| Gráfica de evolución demográfica de San Mamed (parroquia) entre 2000 y 2023 |
|                                                                             |
| Datos según el nomenclátor publicado por el INE.                            |

### Lugar
| Gráfica de evolución demográfica de San Mamed (lugar) entre 2000 y 2023 |
|                                                                         |
| Datos según el nomenclátor publicado por el INE.                        |